# 广东省体育局
广东省体育局是广东省人民政府主管体育工作的直属机构。

## 主要职责
广东省体育局的主要职责是：
1. 贯彻执行国家和省有关体育工作的方针政策和法律法规，起草有关地方性法规、规章草案，拟订全省体育事业发展规划并组织实施，指导和推进体育工作体制改革。
2. 推进体育公共服务发展，促进多元化体育服务体系建设，指导实施全民健身计划。
3. 统筹规划竞技体育发展和运动项目设置与布局，指导协调体育训练和体育竞赛，指导运动队伍建设，协调运动员社会保障工作。
4. 指导本省承办的国际性及全国性体育比赛，负责在本省举办的重大国际体育竞赛和省以上综合性运动会的组织协调及统筹安排。
5. 组织、指导体育科研工作，指导反兴奋剂工作。
6. 统筹规划青少年体育发展，指导和推进青少年体育工作。
7. 负责本省体育彩票管理工作，以及省级体育彩票公益金的具体管理工作。
8. 培育发展体育市场，对高危险性体育项目经营活动进行监督检查。
9. 开展与港澳台地区和其他国家(地区)的体育交流合作。
10. 承办省人民政府和国家体育总局交办的其他事项。

## 内设机构
省体育局设7个内设机构：
- （一）办公室（与直属机关党委办公室合署）。
- （二）群众体育处（省健身气功管理办公室）。
- （三）竞技体育处。
- （四）青少年体育处。
- （五）体育经济处。
- （六）科教宣传与交流处。
- （七）人事保卫处（与离退休人员服务处合署）。[1]

## 直属单位

### 训练中心
- 广东省二沙体育训练中心
- 广东省黄村体育训练中心
- 广东省船艇训练中心
- 广东省重竞技体育训练中心
- 广东省足球运动中心
- 广东省海上项目训练中心
- 广东省高尔夫球运动中心

### 科研机构
- 广东省体育科学研究所

### 学校
- 广东省青少年竞技体育学校

### 体育彩票
- 广东省体育彩票中心

### 后勤服务
- 广东省体育局机关服务中心
- 广东省体育局幼儿园

### 业余、群众训练
- 广东省社会体育和训练竞赛中心

### 运动场馆
- 广东奥林匹克体育中心
- 广东省人民体育场 [2]